# José Coroleu e Inglada

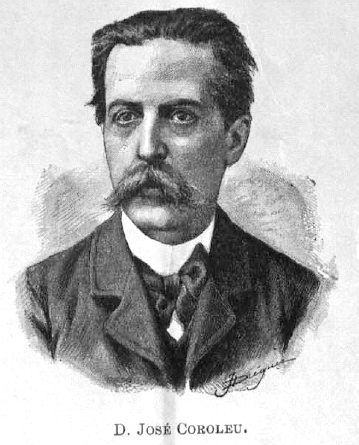
Retratado en La Ilustración, Barcelona, 1889

José Coroleu e Ynglada (Barcelona 16 de agosto de 1839-Barcelona, 28 de marzo de 1895) fue un historiador y político español.

## Biografía
Nacido el 16 de agosto de 1840 en Barcelona, estudió Derecho pero interrumpe sus estudios debido a sus inquietudes literarias, trasladándose a París en 1864 donde fue corresponsal de El Telégrafo.
Volvió a Barcelona en 1869 y se tituló como abogado en 1872, aunque nunca ejerció como tal. Investigó el Archivo de la Corona de Aragón motivado por su amistad con José Antonio Buxeres, lo cual le dio pie a escribir en 1876 junto con Pella y Forgas su obra Las Cortes Catalanas, de motivación histórico catalana, contrapuestas a las tendencias centralistas de aquel momento. Siguiendo con esta colaboración escribió otras obras de talante histórico, exponiendo como leyes las reglas políticas de la Corona de Aragón. Con estas obras fue pionero en establecer una moderna referencia legal sobre el sistema catalán, heredero del derecho feudal de la primigenia unidad aragonesa-catalana. 
Socio de la Academia de Buenas Letras de Barcelona y miembro de la Real Academia Española de la Historia, para la que realizó importantes trabajos sobre las Cortes Catalanas. Fundador de Centre Catalá en 1881, se le considera uno de los artífices del regionalismo catalán. No en vano redactó una ponencia para las Bases de Manresa.
Colaboró en publicaciones tales como La Renaixensa, La Vanguardia, L'Avenç, La España Regional, Revista de Gerona y La España Moderna. 
Conocedor de la cultura popular y el folklore, publicó su libro de gran éxito Las supersticiones de la humanidad en 1880, al que le siguió La leyenda de los cielos en el que analiza las tradiciones de la Edad Media. Mientras fue presidente del Ateneo Barcelonés en 1888 y 1889, pronunció notables conferencias. Falleció  en Barcelona el 28 de marzo de 1895.
Autor de todo tipo de géneros literarios, cultivó la poesía y tratados históricos tales como Historia de América; su colonización, dominación e independencia en la que defendió las actuaciones de España en el Nuevo Mundo. Conocedor de la cultura catalana, a la par que orgulloso del legado histórico español, tal como atestigua en sus numerosos artículos de opinión y eruditos estudios.

## Obras
- Las cortes catalanas (1876)
- Lo sometent (1877)
- Los fueros de Cataluña (1878)
- Dels contractes d'enfiteusi i rabossa morta (1878)
- Historia de Villanueva y Geltrú (1878)
- El feudalismo y la servidumbre de la gleba en Cataluña (1878)
- Claris i son temps (1878)
- Cartas a un obrero (1885)
- Barcelona y sus alrededores (1887)
- Memorias de un menestral de Barcelona (1792-1864) (1880)
- America - Historia de su colonización, dominación é independencia - 4 Tomos (1885)